# Даниленко Артем Леонідович
Артем Леонідович Даниленко (рос. Артём Леонидович Даниленко; нар. 22 березня 1990, Тоцьке, Оренбурзька область, Росія) — російський футболіст, нападник аматорського клубу «Атлант-Шахтар» (Шатки).

## Життєпис
Першим професіональним клубом Артема Даниленка став «Спортакадемклуб», у складі якого зіграв 1 гру в сезоні 2008 року. Наступний сезон провів у команді «Нижній Новгород-2» ЛФО. 2010 року виступав за «Нижній Новгород», став бронзовим призером Першого дивізіону. Наступні два сезони виступав за дзержинський «Хімік», у сезоні 2012/13 років став переможцем зони «Захід» Другого дивізіону.
З 11 липня 2013 року грав за «Волгу» з Нижнього Новгорода. 3 серпня 2013 року дебютував у Прем'єр-лізі у складі «Волги», вийшов на заміну на 84 хвилині в матчі проти «Зеніту». Першим голом у Прем'єр-лізі відзначився 20 жовтня 2013 року в матчі проти «Рубіна» (2:0), зіграв лише 24 хвилини у прем'єр-лізі з моменту першого виходу на поле у складі «Волги», а потім відзначився гольовою передачею. 25 листопада зрівняв рахунок у матчі з «Крилами Рад», вийшовши на заміну на 65-й хвилині зустрічі.